# Souhait (Debussy)
Pour les articles homonymes, voir Souhait (homonymie).
Souhait est une mélodie pour voix et piano de Claude Debussy composée en 1881 sur un poème de Théodore de Banville.

## Présentation
Souhait, dont le titre est du compositeur et non du poète, est composé lors d'un séjour à Florence en octobre-novembre 1881 sur un texte de Théodore de Banville (poème sans titre dans Poésies complètes, Les Stalactites, Paris, Charpentier, 1879, p. 222),.
L'incipit de l'œuvre est : « Oh ! quand la mort que rien ne saurait apaiser ».
La partition s'ouvre « Moderato », dans le « Style d'un récitatif », puis devient « [a]passionato » avec le vers « Puissions-nous reposer sous deux pierres jumelles ! ». Musicalement, Debussy célèbre une « union amoureuse jusqu'à la tombe dans un climat de grande intimité et de sérénité ».
La mélodie est publiée en 1984 par Jobert, comme no II du recueil Sept poèmes de Banville (édité par J. Briscoe).
La durée moyenne d'exécution de la pièce est de deux minutes trente environ.
Dans le catalogue des œuvres du compositeur établi par le musicologue François Lesure, Souhait porte le numéro L 18 (11).

## Discographie
- Debussy : mélodies de jeunesse, Donna Brown et Stéphane Lemelin, ATMA Classique, 2001.
- Debussy Songs vol. 3, Jennifer France (soprano), Malcolm Martineau (piano), Hyperion Records CDA68016, 2014.
- Claude Debussy : intégrale des mélodies, 4 CD, Liliana Faraon et Magali Léger (sopranos), Marie-Ange Todorovitch (mezzo-soprano), Gilles Ragon (ténor), François Le Roux (baryton), Jean-Louis Haguenauer (piano), Ligia Digital, 2014[5],[6].
- Claude Debussy : The complete works, CD 19, Magali Léger (soprano), Jean-Louis Haguenauer (piano), Warner Classics, 2018[7].